# Mimomyromeus celebensis
Mimomyromeus celebensis är en skalbaggsart som beskrevs av Stefan von Breuning 1978. Mimomyromeus celebensis ingår i släktet Mimomyromeus och familjen långhorningar.
Artens utbredningsområde är Sulawesi. Inga underarter finns listade i Catalogue of Life.